# Pteroptochos
Pteroptochos är ett litet fågelsläkte i familjen tapakuler inom ordningen tättingar. Släktet omfattar tre arter som förekommer i Chile och västra Argentina:
- Kastanjestrupig tapakul (P. castaneus)
- Svartstrupig tapakul (P. tarnii)
- Mustaschtapakul (P. megapodius)